# Институт теории прогноза землетрясений и математической геофизики РАН
Институт теории прогноза землетрясений и математической геофизики РАН (ИТПЗ РАН) входит в состав Отделения наук о Земле Российской академии наук.

## История
Был основан в 1989 году как Международный институт теории прогноза землетрясений и математической геофизики АН СССР.
В 2007 году Институт был переименован в Учреждение Российской академии наук Международный институт теории прогноза землетрясений и математической геофизики РАН.
В 2011 году Институт был переименован в Федеральное государственное бюджетное учреждение науки Институт теории прогноза землетрясений и математической геофизики РАН.
В 2013 году Институт был передан в ведение ФАНО России. Российская академия наук осуществляет научно-методическое руководство Институтом через Отделение наук о Земле РАН.

## Известные сотрудники
- Кейлис-Борок, Владимир Исаакович — академик РАН, основатель и почётный директор института
- Соловьёв, Александр Анатольевич — член-корреспондент РАН, директор института (1998—2017)
- Горшков, Александр Иванович Архивная копия от 5 сентября 2011 на Wayback Machine — д.ф.-м.н, директор института (2017—2019)
- Исмаил-Заде, Али Тофикович — главный научный сотрудник института; генеральный секретарь Международного геодезического и геофизического союза (2007—2019), генеральный секретарь Международный совет по науке (2018—2021)
- Шебалин, Пётр Николаевич — член-корреспондент РАН, директор института